# Heard 'Em Say
«Heard 'Em Say» — пісня американського репера Каньє Веста, випущена 24 жовтня 2005 року як третій сингл з його другого студійного альбому Late Registration. У пісні взяв участь Адам Левін з Maroon 5. Каньє Вест показав Левіну ранню версію пісні під час польоту до Риму в 2004 році, співак відчув, що він написав приспів, який ідеально спрацює. Це була перша пісня, записана для альбому. Це хіп-хоп балада, заснована на семплах з пісні Наталі Коул «Someone That I Used to Love» та має приглушений інструментарій, який включає клавішні та акорди піаніно. Пісня містить тон колискової, а також приспів R&B та елементи арт-року. У тексті Каньє скаржиться на соціально-економічні проблеми, з якими стикаються афроамериканці, а нагадуючи слухачам цінувати сьогодення, розглядаючи перспективу громадянина, що бореться, збентеженого світом.
«Heard 'Em Say» отримав широке визнання музичних критиків, які загалом високо оцінили музичний стиль. Деякі високо оцінили вокальне виконання Адама Левіна, а численні критики оцінили ліричний талант Веста. Пісня була номінована як найкраща спільна хіп-хоп пісня на Groovevolt Music and Fashion Awards у 2006 році.
У Сполучених Штатах він дебютував на останній позиції Billboard Hot 100, а потім досягла 26 місця. Пісня також потрапила до топ-40 в Австралії, Фінляндії, Ірландії, Новій Зеландії та Великобританії. Сингл отримав платиновий сертифікат RIAA.

## Музичне відео

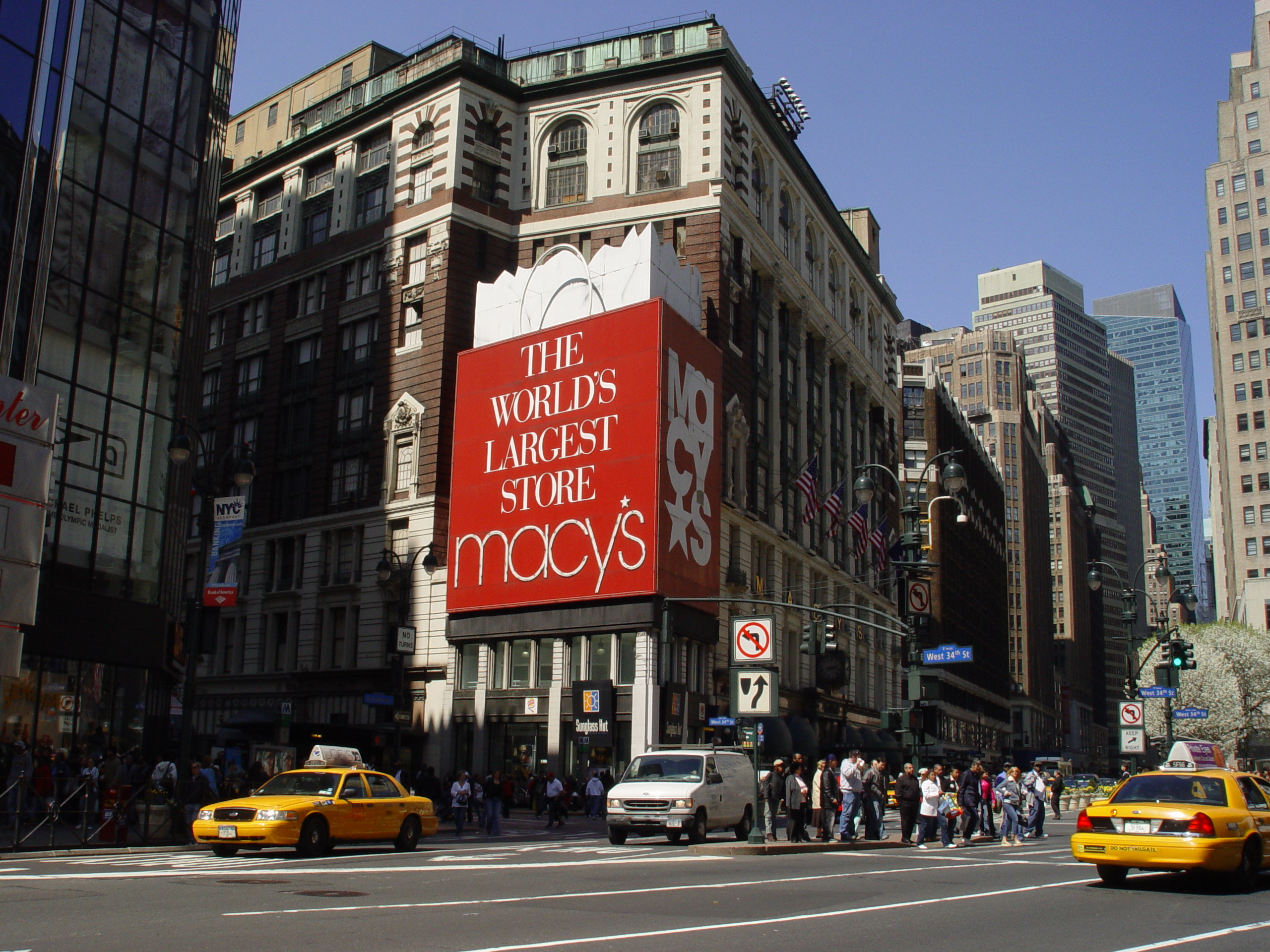
Herald Square Macy's на 34-й вулиці в Нью-Йорку, де був знятий оригінальний відеокліп.

Перший кліп на пісню зняли Джо Демайо та Мішель Гондрі, яким знадобилося два роки, щоб переконати Каньє Веста співпрацювати. Він був знятий у жовтні 2005 року та вийшов в ефір у грудні. Візуал був знятий у прямому ефірі, зображуючи Веста, який спостерігає за своїми дітьми в магазині Macy's Herald Square, коли вони граються. 
Після того, як Каньє Вест був незадоволений візуальним ефектом, він доручив Біллу Плімптону зняти альтернативне відео, прем’єра якого відбулася в листопаді 2005 року. Музичне відео містить широке використання анімації олівцем і показує Веста як водія таксі, який підбирає пасажирів у вигаданому місті, доки запалений сірник не розгорить пожежу, яка вбиває його. Перше відео виграло в номінації на найкраще хіп-хоп відео на конкурсі Music Video Production Awards 2006, а друге було дуже добре сприйняте критиками. Каньє Вест виконав «Heard 'Em Say» на фестивалях Coachella та Global Gathering у 2006 та 2008 роках відповідно.

## Список композицій
US 12" вініл
A-side
1. "Heard 'Em Say" feat Adam Levine (Radio)
2. "Heard 'Em Say" feat Adam Levine (Main)
3. "Heard 'Em Say" feat Adam Levine (Instrumental)

B-side
1. "Touch the Sky" feat Lupe Fiasco (Radio)
2. "Touch the Sky" feat Lupe Fiasco (LP)
3. "Touch the Sky" feat Lupe Fiasco (Instrumental)

US CD-сингл
1. "Heard 'Em Say" (Album Version)
2. "Heard 'Em Say" (feat John Legend) (Live from Abbey Road)
3. "Back to Basics" (International Bonus)

UK CD-сингл
1. "Heard 'Em Say" – Album Version
2. "Heard 'Em Say" feat John Legend – (Live from Abbey Road) – 4:13
3. "Back to Basics" – International Bonus
4. "Heard 'Em Say" – CD-Rom Video

## Чарти
| Чарт (2005–2006)                          | Пікова позиція |
| ----------------------------------------- | -------------- |
| Австралія (ARIA)                          | 27             |
| Фінляндія (Suomen virallinen lista)       | 10             |
| Німеччина (Media Control AG)              | 95             |
| Ірландія (IRMA)                           | 23             |
| Нідерланди (Single Top 100)               | 67             |
| Нова Зеландія (RIANZ)                     | 15             |
| Велика Британія (Official Charts Company) | 22             |
| Велика Британія (UK R&B Chart)            | 4              |
| США (Billboard Hot 100)                   | 26             |
| США (Hot R&B/Hip-Hop Songs) (Billboard)   | 17             |
| США (Mainstream Top 40) (Billboard)       | 26             |
| США Pop 100 (Billboard)                   | 36             |

| Чарт (2006)                          | Позиція |
| ------------------------------------ | ------- |
| Australia Urban (ARIA)               | 50      |
| US Hot R&B/Hip-Hop Songs (Billboard) | 91      |

## Сертифікації
| Регіон                                                      | Сертифікація | Продажі   |
| ----------------------------------------------------------- | ------------ | --------- |
| Велика Британія (BPI)                                       | Срібний      | 200 000   |
| США (RIAA)                                                  | Платиновий   | 1 000 000 |
| продажі+прослуховування, що базуються лише на сертифікаціях |              |           |